# 沈家楠
沈家楠（1917年—？），男，原籍浙江绍兴，生于浙江杭州，中国无线电与自动控制技术专家，曾任航天工业部一院控制系统研究所副所长。